# Ryszard Iwan
Ryszard Józef Iwan (ur. 25 sierpnia 1955 we Wrocławiu) – polski polityk, inżynier, poseł na Sejm X kadencji (1989–1991).

## Życiorys
Ukończył studia na Akademii Rolniczej w Krakowie, zdobywając tytuł zawodowy inżyniera melioracji wodnych w 1983. W 1977 zatrudnił się w Przedsiębiorstwie Konserwacji Urządzeń Wodnych i Melioracji w Tychach, w latach 1978–1982 pracował w Związku Spółek Wodnych w Lublińcu.
W 1980 wstąpił do Niezależnego Samorządnego Związku Zawodowego „Solidarność”, wszedł w skład zarządu regionu związku. Po wprowadzeniu stanu wojennego internowano go na ponad osiem miesięcy. Po zwolnieniu pracował w Ośrodku Rolniczego Szkolenia Kursowego w Kochcicach oraz zaangażował się w działalność duszpasterstwa ludzi pracy.
W 1989 uzyskał mandat posła na Sejm kontraktowy z okręgu lublinieckiego jako kandydat bezpartyjny z poparciem Komitetu Obywatelskiego „Solidarność”. Był członkiem Komisji Łączności z Polakami za Granicą, Komisji Spraw Zagranicznych, a także Komisji Samorządu Terytorialnego, Gospodarki Przestrzennej i Komunalnej. W Sejmie należał do Obywatelskiego Klubu Parlamentarnego, zasiadając w jego ramach w kole chrześcijańskich demokratów.
Ukończył podyplomowe studia w zakresie zarządzania we Francji oraz w Polskiej Akademii Nauk. Działał w Partii Chrześcijańskich Demokratów, gdzie pełnił funkcję sekretarza zarządu głównego tej partii i wiceprezesa. W latach 90. zawodowo związany z Telekomunikacją Polską, początkowo jako pełnomocnik do jej utworzenia i dyrektor, później rzecznik oddziału. W rządzie Jerzego Buzka objął stanowisko członka gabinetu politycznego ówczesnego ministra gospodarki, Janusza Steinhoffa.
Od 1999 należał do powstałego m.in. na bazie PChD Porozumienia Polskich Chrześcijańskich Demokratów. W wyborach parlamentarnych w 2001 otwierał listę wyborczą Akcji Wyborczej Solidarność Prawicy w okręgu częstochowskim, jednak nie uzyskał mandatu. Następnie wycofał się z polityki i podjął pracę w przemyśle zbrojeniowym, dochodząc w 2007 do stanowiska dyrektora handlowego w przedsiębiorstwie Bumar-Mikulczyce.

## Odznaczenia
W 2013, za wybitne zasługi dla przemian demokratycznych w Polsce, za osiągnięcia w działalności państwowej i publicznej, odznaczony Krzyżem Kawalerskim Orderu Odrodzenia Polski.